# Jeff Geddis
James Jeffrey Hamilton Geddis o solamente como Jeff Geddis  (Thunder Bay, Ontario, Canadá; 11 de abril de 1984) es un actor de cine y televisión canadiense, más conocido por sus papeles en Sophie y La Última Onda. También interpretó a Mike Nesmith la película de televisión Daydream Believers: The Monkees' Story (2000). Además fue la voz de Reff en la serie de Fresh TV Stoked: Locos por las Olas y hará la voz de Devin en la nueva serie de FreshTV Total Drama Presents: The Ridonculous Race.